# Ферунгуляты
Ферунгуля́ты (лат. Ferungulata, буквально — дикие звери и копытные) — клада плацентарных млекопитающих из надотряда лавразиатерий (Laurasiatheria), в современной фауне представленная двумя грандотрядами — Ferae и копытными (Euungulata, в ФилоКоде — Ungulata); последний грандотряд в некоторых источниках объединяется вместе с ископаемым семейством Protungulatidae в кладу Pan-Euungulata. Ферунгуляты представляют собой сестринскую по отношению к отряду рукокрылых (Chiroptera) группу, с которыми они вместе составляют внеранговую кладу Scrotifera.

## Систематика
Таксон ввёл в систематику Джордж Гейлорд Симпсон в 1945 году, который сгруппировал отряды хищных (Carnivora), непарнокопытных (Perissodactyla) и парнокопытных (Artiodactyla) вместе с отрядом трубкозубых (Tubulidentata) и надотрядом полукопытных (Paenungulata), а также с несколькими вымершими отрядами, чьи представители известны исключительно по окаменелым остаткам.
Традиционный объём Ferungulata, установленный на основе морфологических данных, в настоящее время поставлен под сомнение ввиду более поздней классификации, основанной на генетических данных. Отряды плацентарных млекопитающих, входящие в традиционный состав копытных, современные исследования распределяют по 2 отдельным надотрядам — лавразиатерий и афротерий (Afrotheria). Ферунгуляты в пересмотренном объёме объединяют собственно копытных, представленных отрядами непарнокопытных и китопарнокопытных (Cetartiodactyla), и представителей отряда хищных с добавлением отряда панголинов (Pholidota), но не включают трубкозубых и полукопытных. Несмотря на то, что Симпсон выделил китообразных (Cetacea) в самостоятельную когорту, в последнее время этих млекопитающих на основе выводов молекулярно-генетических, молекулярно-морфологических и палеонтологических исследований выделяют в отряд китопарнокопытных, где им придают ранг инфраотряда; некоторые систематики также продолжают использовать старое название Artiodactyla в объёме, соответствующему составу Cetartiodactyla. В связи с этим иногда также используются альтернативные названия Cetferungulata и Fereuungulata (возможный русский экивалент — феревунгуляты).

### Филогения
Ниже представлено филогенетическое дерево лавразиатериев, основанное на исследовании, проведённом Аверьяновым и Лопатиным в 2014 году:
|  | Панголины |
|  |           |
|  | Хищные    |
|  |           |

|  | Непарнокопытные   |
|  |                   |
|  | Китопарнокопытные |
|  |                   |

|  | Панголины |
|  |           |
|  | Хищные    |
|  |           |

|  | Непарнокопытные   |
|  |                   |
|  | Китопарнокопытные |
|  |                   |

|  | Панголины |
|  |           |
|  | Хищные    |
|  |           |

|  | Непарнокопытные   |
|  |                   |
|  | Китопарнокопытные |
|  |                   |

|  | Панголины |
|  |           |
|  | Хищные    |
|  |           |

|  | Непарнокопытные   |
|  |                   |
|  | Китопарнокопытные |
|  |                   |

|  | Панголины |
|  |           |
|  | Хищные    |
|  |           |

|  | Непарнокопытные   |
|  |                   |
|  | Китопарнокопытные |
|  |                   |

|  | Панголины |
|  |           |
|  | Хищные    |
|  |           |

|  | Непарнокопытные   |
|  |                   |
|  | Китопарнокопытные |
|  |                   |

|  | Панголины |
|  |           |
|  | Хищные    |
|  |           |

|  | Непарнокопытные   |
|  |                   |
|  | Китопарнокопытные |
|  |                   |

|  | Панголины |
|  |           |
|  | Хищные    |
|  |           |

|  | Непарнокопытные   |
|  |                   |
|  | Китопарнокопытные |
|  |                   |

### Комментарии
1. ↑  Таксон Ferungulata иногда рассматривается как когорта (Симпсон, 1945[3]), надотряд (Мюллер и соавторы, 2000[4]) или миротряд (Бентон, 2005[5]); за альтернативным названием таксона Fereuungulata некоторые авторы закрепляют ранг грандотряда[6][7].